# کوبرگ، ویکتوریا
کوبرگ (به انگلیسی: Coburg) یک منطقهٔ مسکونی در استرالیا است که در City of Moreland واقع شده‌است.